# Seifert-oppervlak

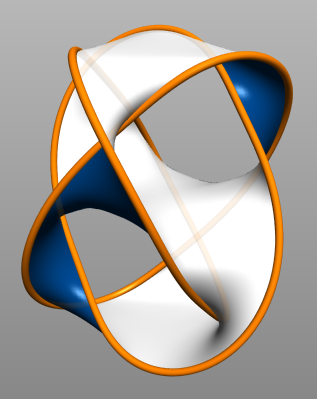
Een seifert-oppervlak dat wordt begrensd door een verzameling van borromeaanse ringen.

In de knopentheorie, een deelgebied van de topologie, is een seifert-oppervlak (vernoemd naar de Duitse wiskundige Herbert Seifert) een oppervlak waarvan de begrenzing een gegeven knoop of schakel is.
Dergelijke oppervlakken kunnen worden gebruikt om de eigenschappen van de bijbehorende knoop of schakel te bestuderen. Veel knoopinvarianten kunnen het gemakkelijkst worden berekend met behulp van een seifert-oppervlak. seifert-oppervlakken zijn ook op zichzelf het onderwerp van veel onderzoek.